# Infuus (boek)
Infuus (oorspronkelijke Engelse titel: Godplayer) is een boek geschreven door de Amerikaanse schrijver Robin Cook.

## Verhaal
Op onverklaarbare wijze sterven er van operaties herstellende patiënten in het Boston Memorial Hospital. Wanneer Cassandra op onderzoek uitgaat rijst het vermoeden dat er iemand in het ziekenhuis beslist over "leven en dood".